# ジルト島
ジルト島、ジュルト島 (Sylt) は、ドイツ北端部シュレースヴィヒ＝ホルシュタイン州に属する島である。北フリジア諸島を構成する島の1つであり、北フリジア地域で最大の島である。

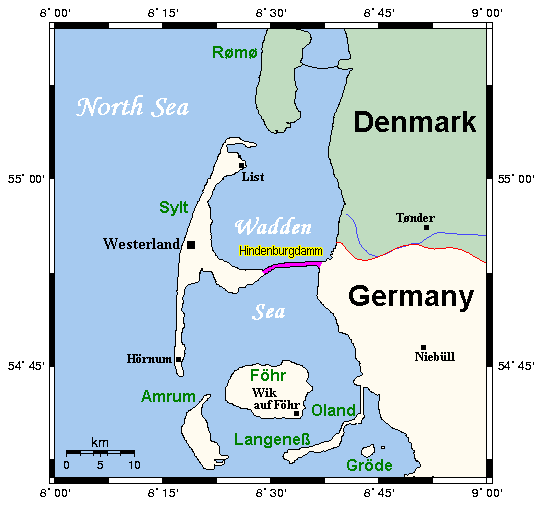
ジルト島と周辺の地図。「Hindenburgdamm」と書かれているのが本土と連絡するために作られた土手道である。

ドイツ最北の島であり、40kmに渡るビーチのあるリゾート地として知られている。また、島の北端はすなわちドイツの北端でもある。ヒンデンブルクダムの土手道でドイツ本土と繋がっている（長さ 11キロメートル）。
面積は99.2平方キロメートルで、ドイツで4番目に大きな島であり、北海にある島の中では、ドイツで最大の島である。
主要な町はヴェスターラントで、北端はリストである。